# Устинов, Владимир Михайлович
Владимир Михайлович Устинов (1870, Москва — 1941, Ленинград) — учёный-юрист.

## Биография
Родился в Москве 31 января 1870 года[по какому календарю?].
В 1889 году после окончания с золотой медалью 5-й Санкт-Петербургской гимназии поступил на юридический факультет Императорского Санкт-Петербургского университета, который в 1894 году окончил с дипломом 1-й степени и золотой медалью за сочинение «Понятие Союзного Государства». Был оставлен на кафедре государственного права и занимался под руководством профессоров Коркунова и Мартенса. В 1898 году сдал магистерский экзамен и в 1899 году, после прочтения пробных лекций, получил звание приват-доцента и в 1900/1901 уч. году читал курс «Государственное право иностранных держав».
С 1901 года — приват-доцент юридического факультета Харьковского университета, с 1906 года — приват-доцент юридического факультета Московского университета, который покинул в 1911 году в числе других преподавателей в знак протеста против политики министра народного просвещения Л. А. Кассо (Дело Кассо).
В 1912 году защитил в Санкт-Петербургском университете магистерскую диссертацию «Учение о народном представительстве. Часть 1: Идея народного представительства в Англии и Франции до начала XIX века», 12 февраля 1916 года — в Московском университете докторскую диссертацию «Учение о народном представительстве. Часть 2:. Идея народного представительства во Франции в течение XIX столетия». С 1916 по 1923 год был преподавателем, а затем профессором общей теории государства и права в Московском межевом институте; читал лекции на Московских женских курсах и в университете им. Шанявского.
После революций 1917 года вернулся в Московский университет: в 1918—1919 гг. — профессор кафедры государственного права юридического факультета. В 1920 году был арестован ВЧК по обвинению в принадлежности к антибольшевистскому Тактическому центру, но вскоре был освобождён и продолжил преподавать в Московском университете — на политико-юридическом отделении факультета общественных наук. Также, с 1920 года был консультантом Института советского права и профессором Московского промышленно-экономического института.
В 1924 году перешёл на практическую консультантскую работу в различных экономических и проектных организациях.
В 1920-х гг. состоял в должности профессора международного права в Иркутском университете; в 1930 году по указанию А. Я. Вышинского был уволен из университета и переведён в Ленинград на должность экономиста ЖЭК.
Умер в Ленинграде 11 февраля 1941 года. Похоронен на Литераторских мостках Волковского кладбища.